# Zaginięcie Brandona Swansona
Zaginięcie Brandona Swansona – niewyjaśnione zaginięcie Brandona Swansona (ur. 30 stycznia 1989) krótko po północy 14 maja 2008 w Marshall w USA. Dziewiętnastoletni mężczyzna wjechał do rowu wracając do domu ze spotkania na koniec letniego semestru studiów z kolegami z kampusu Minnesota West Community and Technical College. Nie został ranny w wypadku. Wysiadł z samochodu i zadzwonił do rodziców ze swojego telefonu komórkowego. Niepewny swojej lokalizacji poinformował ich, że przebywa niedaleko Lynd. Rodzice wyruszyli, aby zabrać go z miejsca wypadku, jednak nie potrafili go zlokalizować. Jego ojciec pozostawał z nim w kontakcie przez 47 minut, gdy chłopak krzyknął: Oh, shit (pl. O cholera) i rozłączył się. Od tamtego czasu Brandon zniknął.
Rankiem rodzice Swansona powiadomili policję, która uznała, że powinni poczekać: tego typu zachowanie nie było rzadkością wśród mężczyzn w jego wieku. Nieco później tego samego dnia sprawa uległa komplikacji. Zapisy z jego telefonu wyłapane przez wieżę przekaźnikową wykazały, że chłopak znajdował się blisko Porter, około czterdziestu kilometrów od miejsca, które podawał swoim rodzicom. Dzięki tej informacji udało się odnaleźć jego samochód znajdujący się w pobliżu Taunton.
Nie wiadomo, czy Swanson miał świadomość, że znajdował się w zupełnie innym miejscu. Pojawiły się teorie według których chłopak wpadł do znajdującej się w pobliżu samochodu rzeki, Yellow Medicine River. Przeszukiwania jej nie przyniosły jednak żadnych skutków. Poszukiwania w terenie razem z psami trwały przez kilka lat. Dzięki jego rodzicom w stanie Minnesota pojawiło się nowe prawo nazwane Brandon’s Law, dzięki któremu policja ma niezwłocznie zacząć poszukiwania osób dorosłych.

## Tło wydarzeń
Brandon Swanson pochodził z Marshall, siedziby hrabstwa Lyon w południowo-zachodniej Minnesocie. Ukończył Marshall High School w 2007. Następnie studiował roczny kierunek związany z turbinami wiatrowymi na kampusie Minnesota West Community and Technical College w Canby.
Zajęcia w Minnesota West zakończyły się 13 maja 2008. Swanson przebywał w Canby, świętując z przyjaciółmi. Na dwóch imprezach zauważono, że spożywał napoje alkoholowe, ale jego przyjaciele twierdzili, że nie wystarczyło to, aby wyglądał na odurzonego.

## Zaginięcie
Swanson opuścił Canby przed północą wyruszając w drogę do domu, do którego miał czterdzieści osiem kilometrów. Tuż przed drugą nad ranem zadzwonił do swoich rodziców, informując ich, że zjechał swoim autem (Chevrolet Lumina) z drogi, wpadając do rowu i nie potrafi z niego wyjechać. Nie został ranny, ale poprosił ich, aby przyjechali po niego i zabrali go.
Annette i Brian Swanson wsiedli do swojego pickupa, ruszając szukać syna w miejscu, w którym myśleli, że ten się znajduje. Choć połączenie było przerywane, utrzymywali kontakt z synem. Brandon został przy swoim samochodzie, próbując zasygnalizować światłami, gdzie się znajduje. Rodzice jednak nic nie zobaczyli. Oni również wysyłali sygnały, jednak chłopak także ich nie zobaczył.
Brandon w końcu zrezygnował z oczekiwania, uznając, że pójdzie w stronę świateł, które widział, myśląc, że znajduje się niedaleko Lynd, małego miasteczka znajdującego się jedenaście kilometrów na zachód od Marshall. Kazał ojcu pojechać do miejscowego baru i tam na siebie poczekać. Brian ruszył w to miejsce, cały czas rozmawiając z synem.
Krótko po drugiej trzydzieści nad ranem, po czterdziestu siedmiu minutach rozmowy nagle wykrzyknął Oh, shit. Natychmiast po tych jego słowach połączenie komórkowe zostało przerwane. To był ostatni raz, kiedy Brandon Swanson był słyszany, lub widziany.

## Poszukiwania

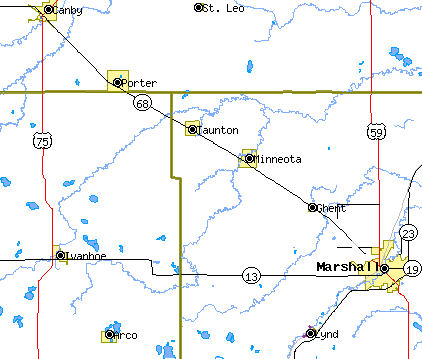
Mapa obszaru na północny zachód i południowy zachód od Marshall

O szóstej trzydzieści rodzice Brandona donoszą policji w Lynd o jego zaginięciu. Początkowo usłyszeli, że młodzi mężczyźni w tym wieku często są poza domem po ostatnim dniu zajęć. Annette Swanson przypomniała sobie, że jeden z funkcjonariuszy uznał, że to jest prawo do bycia zaginionym Brandona.
Później tego samego ranka policja rozpoczęła poszukiwania, ale nie znalazła ani śladu po Brandonie zarówno w mieście, jak i poza nim. Poproszono o pomoc biuro szeryfa z Lyon, Joela Dahla. Aby ułatwić poszukiwanie uzyskano zapisy z telefonu Brandona, które ujawniły, że chłopak dzwonił z okolic Taunton, wzdłuż State Highway 68, głównej drogi do Canby, na północny zachód od Marshall, około czterdziestu kilometrów od Lynd.
Szukając w tym rejonie odkryto opuszczony samochód Brandona w rowie na żwirowej drodze wzdłuż granicy z hrabstwem Lincoln, około półtora kilometra na północ od State Highway 68. W związku z tym w poszukiwania zostało włączone biuro szeryfa z tego hrabstwa, Jacka Vizecky’ego. Powiedział on mediom, że samochód Swansona zawiesił się na szczycie pochyłości na skraju drogi, nie na tyle poważnie, aby uszkodzić samochód, ale wystarczająco, aby uniemożliwić kołom dotknięcie ziemi po jednej stronie. Nic więcej nie znaleziono wokół samochodu, a przez okoliczny żwir i trawę nie udało się znaleźć żadnych śladów chłopaka, co uniemożliwiło określenie w którym kierunku mógł pójść.
Telefon komórkowy Brandona został przekierowany przez wieżę na skrzyżowanie dróg należących do hrabstwa o numerach trzy i dziesięć w pobliżu Minneota, innego miasta wzdłuż State Highway 68. Do 15 maja istniało połączenie, dzięki któremu udało się określić, że pochodzi z około ośmiu kilometrów od wieży, w związku z tym to tam koncentrowano poszukiwania. Ponieważ część tego okręgu obejmowała hrabstwo Yellow Medicine na północy w poszukiwaniach wzięła udział także władza z tej jurysdykcji.
Dahl zauważył, że z miejsca wypadku widać było czerwone światło na szczycie silosu. Doszedł do wniosku, że być może przez to Brandon myślał, że Lynd znajduje się w niewielkiej odległości od niego. Poszukiwania naziemne zostały uzupełnione o poszukiwania z powietrza. Psy poszukiwawcze zostały przywiezione z Minneapolis-Saint Paul. Zespół psów myśliwskich z hrabstwa Codington ruszył szlakiem o długości 4,8 km, w znacznym stopniu podążając polną drogą z zachodu na północny zachód w stronę opuszczonej farmy, a następnie podążył wzdłuż Yellow Medicine River, aż do miejsca w którym jak się wydawało trop zginął w rzece.
Ojciec Brandona przypomniał sobie, że chłopak wspominał o mijanych płotach oraz o tym, że słyszał wodę. Założono, że Brandon mógł zatonąć, dlatego łodzie z Minnesota Department of Natural Resources zostały rozmieszczone wzdłuż rzeki i zainstalowano na niej bramy. W niektórych rejonach hrabstwa Lincoln poziom wody rzeki osiągał trzy metry w godzinach, w których zaginął Brandon, ale od tego czasu jej poziom spadł. Ekipa poszukiwawcza przemierzała także brzegi rzeki razem z końmi i pojazdami terenowymi. Dahl jednak nie podjął bardziej zorganizowanych poszukiwań naziemnych.

### Późniejsze poszukiwania
Po tym, jak poszukiwania nie przyniosły żadnych efektów przerwano większość z nich. Szeryf Vizecky kontynuował codzienne poszukiwania na obszarze 3,2 km wzdłuż Yellow Medicine River codziennie przez trzydzieści dni. Rodzice Swansona co noc zapalali światło na ganku, symbolizujące ich nadzieję na powrót, lub odnalezienie Brandona. Kontynuują ten zwyczaj do dzisiaj.
Poszukiwania wznowiono późną jesienią. Ekipy z psami kontynuowały poszukiwania w okolicy wcześniej nieprzeszukiwanego Porter. Wysiłki podjęto ponownie na wiosnę po stopnieniu się śniegów, ale przed okresem zasiewów. Poszukiwania kontynuowano co roku do 2011, przeszukując w sumie 320 km³.
W 2010 sprawę przejęło Minnesota Bureau of Criminal Apprehension.

## Teorie
Gdy jeden z psów trafił na trop prowadzący do rzeki, Annette Swanson, mimo ostatnich słów syna, nie sądziła, aby Brandon tam utonął. Po dotarciu do wody pies kontynuował wędrówkę po drugiej stronie i wzdłuż brzegu rzeki, docierając do innej żwirowej drogi, gdzie kontynuował poszukiwanie w kierunku rzeki, po czym kończył szukać. „Naprawdę nic nie wskazuje na to, że jest w rzece” – powiedziała Annette dla CNN. Brian Swanson przypomniał również, że niezależnie od ilości wypitego alkoholu jego syn nie wydawał się zdezorientowany podczas rozmów telefonicznych
Przy założeniu, że Swanson wciąż żyje istnieją inne możliwości związane z jego zaginięciem, jednak wydają się nie być zbyt prawdopodobne. Mógł umyślnie zniknąć, ale jego rodzice nie wierzą w tę teorię. Vizecky powiedział, że nie może wykluczyć zabójstwa, choć nie ma na to dowodów.